# Simon Godwin
Simon Godwin (1978) è un regista teatrale e direttore artistico britannico.

## Biografia
Dopo la laurea in letteratura inglese al St Catharine's College dell'Università di Cambridge, nel 2001 Simon Godwin divenne regista associato a Northampton e insieme a Rupert Goold diresse diversi drammi al Royal Theatre e al Derngate Theatre, tra cui Il gabbiano. Nel 2008 si unì al Bristol Old Vic in veste di regista sssociatio e negli anni successivi diresse opere teatrali contemporanee al Royal Court Theatre e all'Almeida Theatre di Londra. Nel 2009 divenne regista associato al Royal Court e l'anno successivo ottenne una candidatura all'Evening Standard Theatre Award.
Nel 2013 fece il suo esordio al National Theatre dirigendo Anne Marie Duff in Strano interludio e due anni dopo tornò allo stesso teatro per dirigere Uomo e superuomo con Ralph Fiennes. La sua collaborazione con Fiennes e il National Theatre portò anche a un apprezzato allestimento di Antonio e Cleopatra nel 2018. Frequente collaboratore della Royal Shakespeare Company, Godwin ha diretto diversi altri classici shakespeariani sulle scene britanniche, tra cui Romeo e Giulietta, I due gentiluomini di Verona, Timone d'Atene ed Amleto. Dal 2018 è il direttore artistico della Shakespeare Theatre Company di Washington.

## Teatro (parziale)
- Euridice di Jean Anouilh. Battersea Arts Centre di Londra (1999)
- Romeo e Giulietta di William Shakespeare. Cambridge Arts Theatre di Cambridge (2001)
- Il racconto d'inverno di William Shakespeare. Tournée britannica (2009)
- Il Guaritore di Brian Friel. Bristol Old Vic di Bristol, Hong Kong Arts Festival di Hong Kong (2012)
- L'ultimo nastro di Krapp di Samuel Beckett. Bristol Old Vic di Bristol (2012)
- Strano interludio di Eugene O'Neill. National Theatre di Londra (2013)
- I due gentiluomini di Verona di William Shakespeare. Royal Shakespeare Theatre di Stratford-upon-Avon (2014)
- Uomo e superuomo di George Bernard Shaw. National Theatre di Londra (2015)
- Riccardo II di William Shakespeare. Shakespeare's Globe di Londra (2015)
- Il giardino dei ciliegi di Anton Čechov. American Airlines Theatre di Broadway (2016)
- Amleto di William Shakespeare. Royal Shakespeare Theatre di Stratford (2016), Kennedy Center di Washington (2018)
- Misura per misura di William Shakespeare. Polonsky Shakespeare Center dell'Off-Broadway (2017)
- Timone d'Atene di William Shakespeare. Royal Shakespeare Theatre di Stratford (2018)
- La dodicesima notte di William Shakespeare. National Theatre di Londra (2017)
- Antonio e Cleopatra di William Shakespeare. National Theatre di Londra (2018)
- Molto rumore per nulla di William Shakespeare. National Theatre di Londra (2022)
- Re Lear di William Shakespeare. Shakespeare Theatre Company di Washington (2023)
- Macbeth di William Shakespeare. Tour britannico (2023-2024)